# Alter Friedhof (Baiertal)

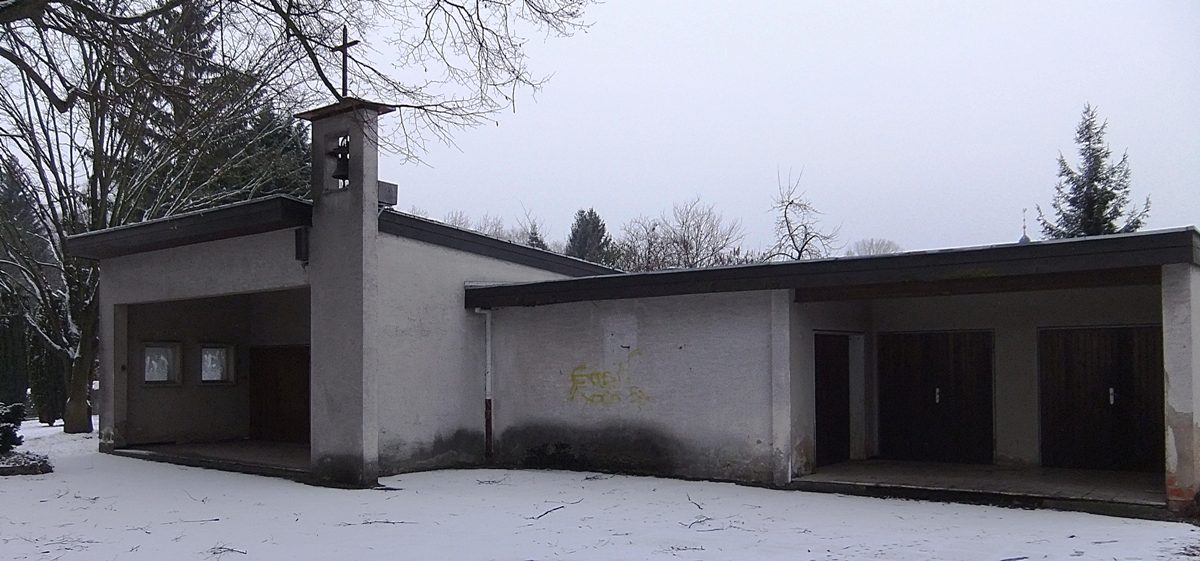
Aussegnungshalle im Winter 2013

Der Alte Friedhof in Baiertal, einem Stadtteil von Wiesloch im Rhein-Neckar-Kreis im nördlichen Baden-Württemberg, ging 1840 aus einer Erweiterung des bisher als Begräbnisplatz genutzten Kirchhofs hervor. Seine Belegung endete mit Inbetriebnahme des Bergfriedhofs 1988.

## Geschichte
Der ursprüngliche Begräbnisplatz in Baiertal befand sich um die bereits im Mittelalter bezeugte Galluskapelle und war mit dieser von einer gemeinsamen Ringmauer umgeben. Er diente auch nach dem Neubau der als Simultankirche genutzten Evangelischen Kirche im Jahr 1804 weiterhin als Friedhof. 1840 hat man westlich an den alten Kirchhof anschließend einen neuen Begräbnisplatz angelegt, der am 26. Juli 1841 eingeweiht wurde. 1878 wurde der Friedhof nach Süden hin erweitert und ummauert. Eine in die Mauer eingelassene Tafel nennt das Baujahr 1878 und trägt die Initialen des damaligen Bürgermeisters Johann Dussel. Ein Teil des alten Baumbestandes des Friedhofs geht noch auf Anpflanzungen zur Zeit der Friedhofserweiterung zurück. Ab 1965 wurde auf dem Friedhof eine Friedhofskapelle errichtet, die am 19. November 1967 eingeweiht wurde. Nach der Eingemeindung Baiertals nach Wiesloch 1972 und mit dem Anwachsen der Bevölkerung durch Neubaugebiete war eine Platznot auf dem Friedhof absehbar, so dass sich der Ortschaftsrat 1978 mit der Frage nach einer Erweiterung oder der Erschließung eines neuen Friedhofs befasste. Die Bevölkerung favorisierte eine Erweiterung, die jedoch in einem Gutachten der Arbeitsgemeinschaft Friedhof und Denkmal für nicht sinnvoll betrachtet wurde, so dass man 1985 den Bergfriedhof Baiertal zu erschließen begann, mit dessen Inbetriebnahme 1988 die Bestattungen auf dem Alten Friedhof endeten. Inzwischen ist der Alte Friedhof weitgehend zu einer Grünfläche umgestaltet, es sind nur noch einige wenige Grabmale vorhanden.